# Pretty Fly (for a White Guy)
«Pretty Fly (for a White Guy)» és el desè senzill de la banda californiana The Offspring, i el primer de l'àlbum Americana. Va esdevenir un dels seus senzills més reeixits comercialment, entrant en les llistes de senzills de més de 15 països i arribant al capdamunt en nou d'aquests. Destaca l'èxit obtingut a Austràlia on fou certificat amb quatre discs de platí. La cançó fou inclosa en el posterior recopilatori Greatest Hits (2005).
La cançó comença amb una frase en pseudo-alemany sense sentit "Gunter glieben glauchen globen" i llavors ridiculitza un "wannabe gangsta" o wigger, persona de raça blanca que emula els gestos, la parla i la vestimenta associats a la cultura afroamericana, particularment al hip-hop. Una forma bromista de parlar sobre la cerca d'identitat personal.
El videoclip fou dirigit per McG i és molt representatiu de la lletra de la cançó. La banda va escollir a l'actor i còmic Seth Green per protagonitzar el videoclip però no va ser possible. Després de diverses audicions amb actors desconeguts, van utilitzar a Guy Cohen, qui també va participar en el videoclip «Why Don't You Get a Job?» en un cameo. Fou inclòs en la compilació Complete Music Video Collection (2005), acompanyat amb l'storyboard del videoclip.
La cançó va aparèixer com a cançó descarregable en el videojoc musical Rock Band el 7 d'octubre de 2008, acompanyat de les cançons «Gone Away» i «Self Esteem». També va aparèixer en el videojoc Guitar Hero: Van Halen el 22 de desembre de 2009. Aprofitant el tema de la cançó fou parodiada en diverses ocasions com per exemple «Pretty Fly for a Rabbi» de Weird Al Yankovic, «Pretty Fly for a Jedi» de The Axis of Awesome o «Pretty Fly for a Draenei».

## Llista de cançons
| 1.            | «Pretty Fly (For A White Guy)» (versió àlbum)                  | 3:08  |
| 2.            | «Pretty Fly (For A White Guy)» (The Geek Mix)                  | 3:07  |
| 3.            | «Pretty Fly (For A White Guy)» (The Baka Boys Low Rider Remix) | 3:01  |
| 4.            | «All I Want» (directe)                                         | 2:02  |
| Durada total: | Durada total:                                                  | 11:18 |

| 1. | «Pretty Fly (For A White Guy)» (Baka Boyz - Low Rider Remix)   |  |
| 2. | «Pretty Fly (For A White Guy)» (Baka Boyz - Remix)             |  |
| 3. | «Pretty Fly (For A White Guy)» (Dust Bros. - Space Echo Remix) |  |
| 4. | «Pretty Fly (For A White Guy)» (Dust Bros. - Dust Mix)         |  |